# Diego Noboa
Diego de Noboa y Arteta (Guayaquil, 15 de abril de 1789 – 3 de novembro de 1870) foi um político equatoriano. Ocupou o cargo de presidente interino de seu país entre 8 de dezembro de 1850 e 12 de setembro de 1851.